# Don A. Adams
Don A. Adams (Oak Park, Illinois, 1925. január 16. – 2019. december 30.) a Watch Tower Bible and Tract Society of Pennsylvania elnöke volt 2000–2014 között, amely a Jehova Tanúi legfontosabb bejegyzett szervezete.

## Korai évek
Nagy családban nőtt fel, amelynek tagjai az Episzkopális Egyházzal (pünkösdizmus) álltak kapcsolatban. Az anyja mutatott érdeklődést Jehova Tanúi iránt, apja viszont kezdetben semmilyen érdeklődést nem mutatott. Fiuk, Don hamarosan teljes idejű szolga lett, így felmentették a katonai szolgálat alól. Egyik öccsének azonban be kellett volna vonulnia – de apja megvédte ettől, később pedig több más Jehova Tanújának is segített a kormány rendelete ellenében. Ezután az apa is érdeklődni kezdett a hit iránt és néhány év múlva meg is keresztelkedett.

## Szolgálatának kiteljesedése
Don és két testvére a New York-i központban kezdett dolgozni, hamarosan megbízták többféle hivatal betöltésével is. A testvérei misszionáriusi szolgálatot teljesítettek a Dominikai Köztársaságban, ő pedig  Nathan Homer Knorr – a szervezet harmadik elnöke – titkára volt, valamint a világméretű misszionárius tevékenységet koordinálta. Ellátott egyéb adminisztratív feladatokat is az egész világot beutazva felesége társaságában.
2000 végén kapott felkérést, hogy Milton George Henschel távozása után, az újabb nagy szervezeti átalakítások idején legyen a helyettese.